# Znacznik stolarski

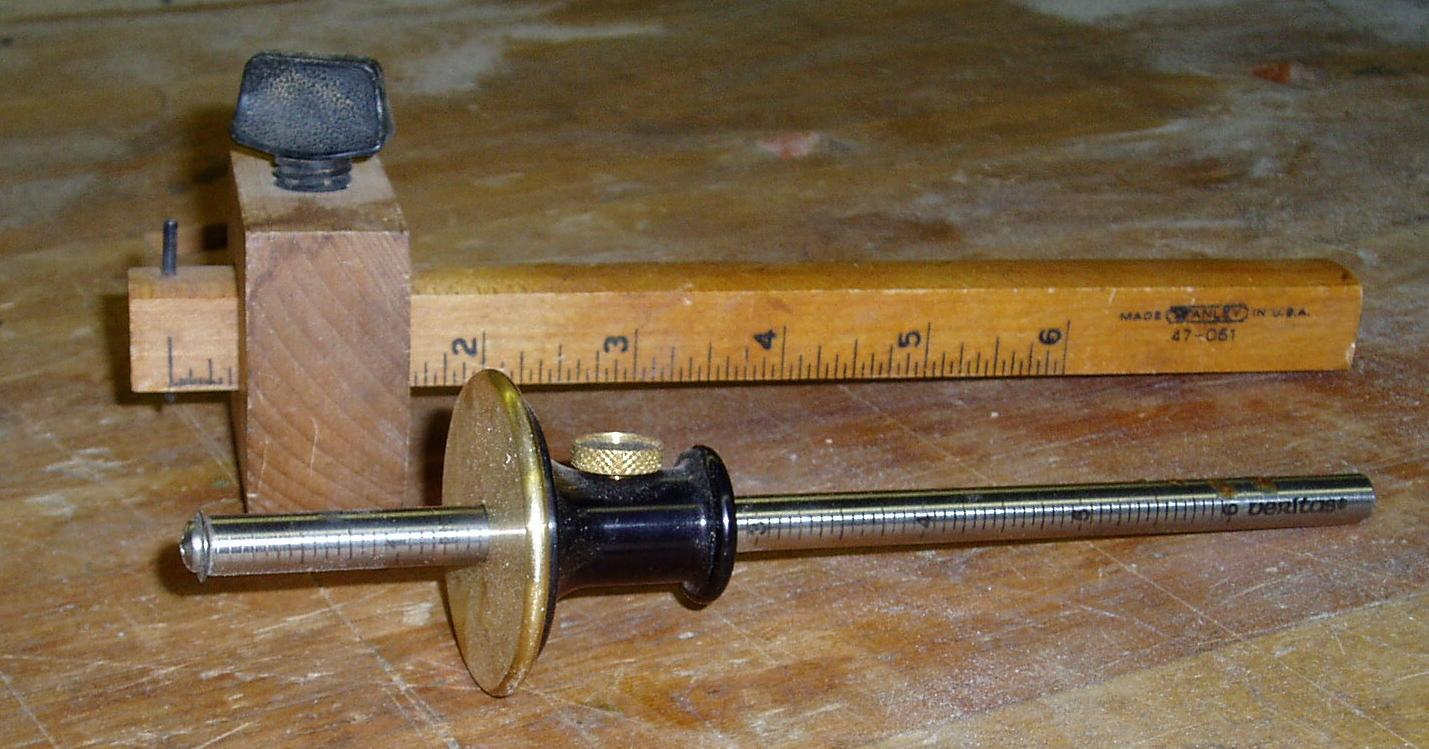
Znaczniki: zwykły z rysikiem i obrotowy (z kółkiem)

Znacznik stolarski - przyrząd stolarski do zaznaczania linii na powierzchniach drewnianych wzdłuż krawędzi i do wielokrotnego zaznaczania jednego wymiaru. Składa się z jednej (lub dwóch) prostych listewek, często z podziałką milimetrową, przesuwanej w drewnianej obejmie ze śrubką zaciskową. Na końcu listewki umocowany jest ostry metalowy krótki pręcik (rysik) służący do nakłuwania (zaznaczania) wyznaczonej szerokości. Można też przyłożyć ołówek do listewki w miejscu rysika i przesuwając razem wzdłuż równej krawędzi deski zaznaczyć prostą linię cięcia.
Również metalowy krótki trzpień ze stożkowym jednym końcem, wkładany do wywierconego otworu, by po przyłożeniu innego elementu drewnianego odbić na nim dokładne miejsce wiercenia. Używa się  kilku znaczników jednocześnie do wyznaczenia wszystkich otworów idealnie w tym samym miejscu, najczęściej do kołków stolarskich pod płyty.     

## Konstrukcje znaczników

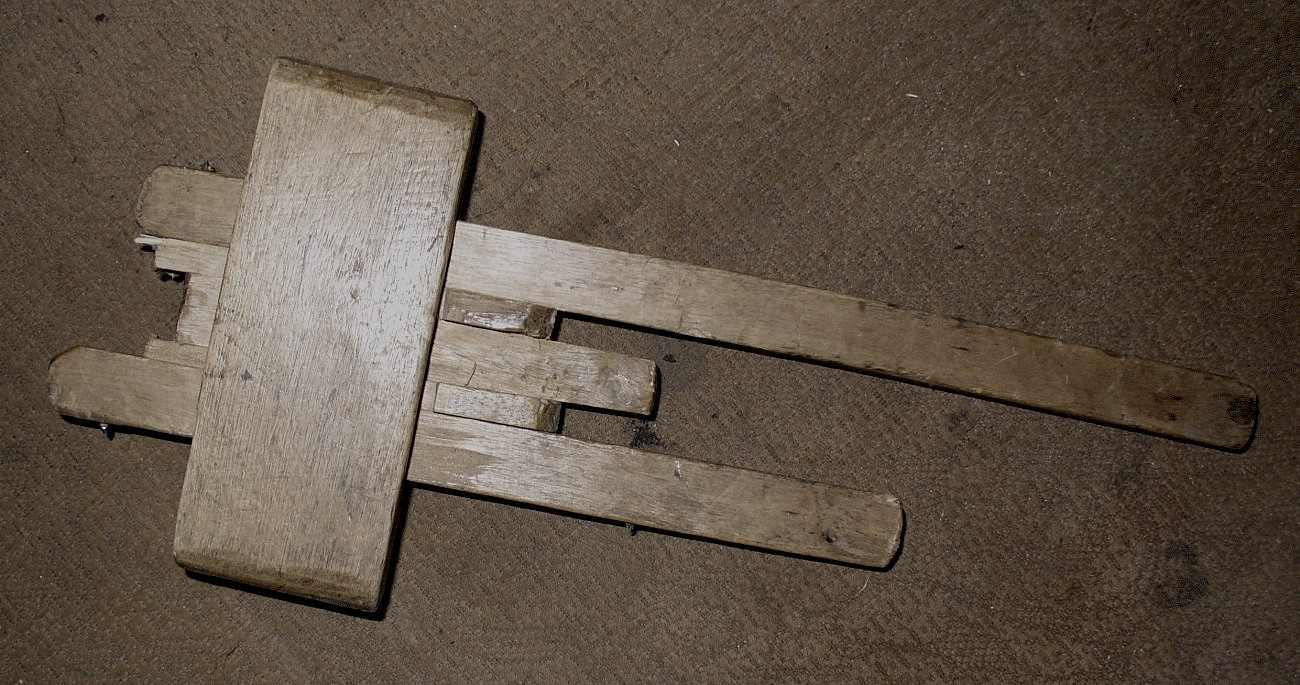
Znacznik podwójny
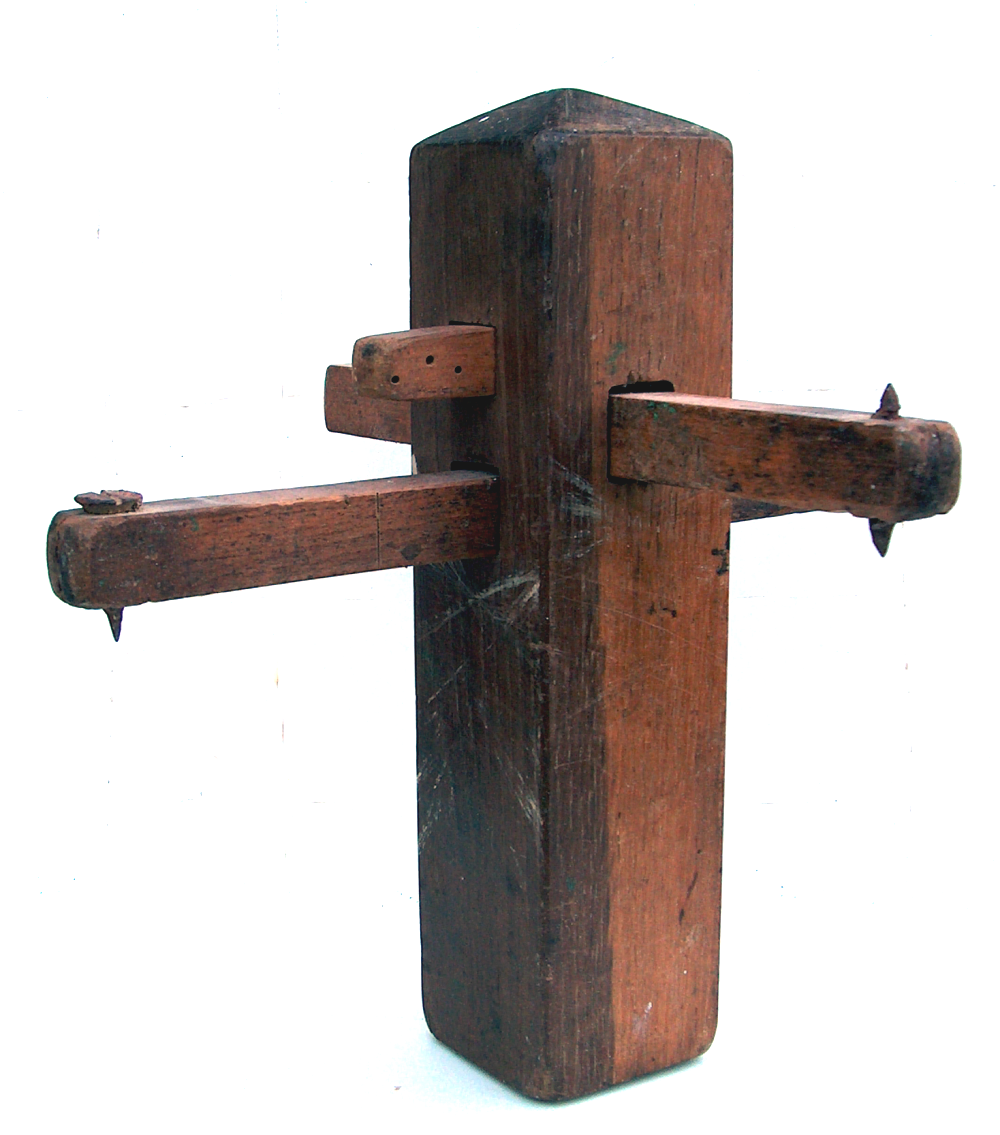
Konstrukcja przestrzenna
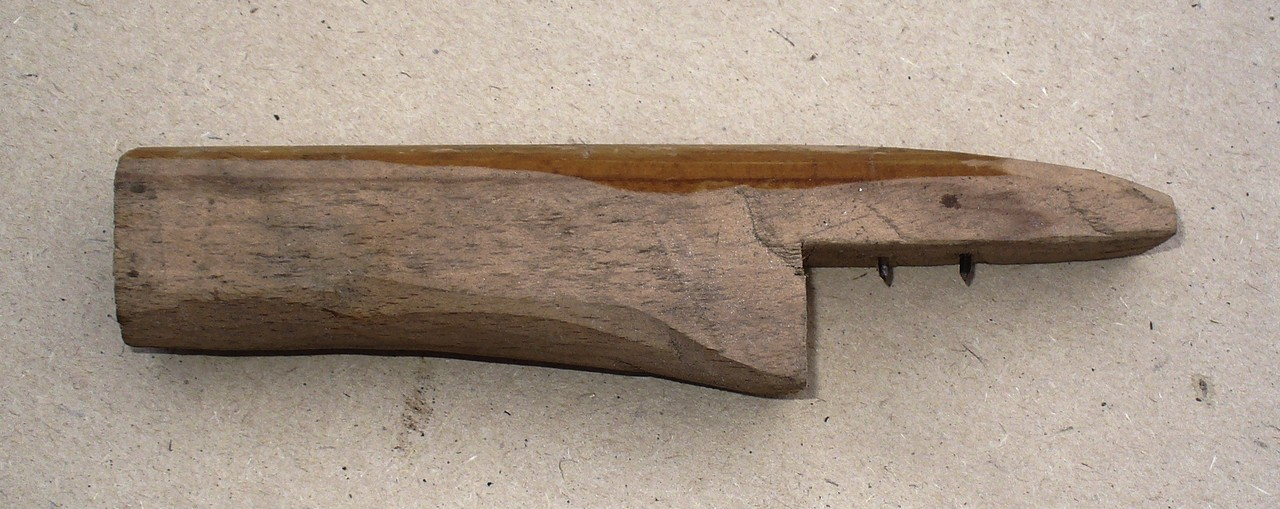
Prowizoryczny znacznik